# 동방 기독교
동방 기독교(東方基督敎, 영어: Eastern Christianity) 또는 동방교회(東方敎會)는 서방 기독교와 대비되는 용어로 사용한다. 동방기독교는 동로마 제국 영역에 속했던 곳을 기반으로 발전한 기독교를 뜻한다. 동방 기독교는 보편교회 시기에는 콘스탄티노폴리스를 중심으로 기독교 교회의 중심지였다. 4세기부터 중요한 신학 용어 및 예식 기준, 교리를 형성하였다. 현재 주류 교회를 형성한 교리 칼케돈 공의회를 포함하여 중요한 신학적 기준을 제시한 7차의 보편공의회들이 열린 곳도 동방 기독교 지역이었다. 이 용어는 11세기 교회대분열 시기 이후에 보편교회의 5대 교회 지역 중 하나인 로마교회(서방 교회)가 분리되면서 사용하기 시작하였다. 동방 정교회, 오리엔트 정교회, 아시리아 동방교회 등이 포함된다.

## 보편교회의 중심지
보편교회의 5개 교회 대교구에서 4개 대교구인 콘스탄티노폴리스(현재의 이스탄불), 안티오키아, 예루살렘, 알렉산드리아 대교구가 동방기독교에 전통적으로 계승된다. 현재 보편교회의 전통과 전례를 잇는 동방기독교의 중심 교단은 동방정교회이다. 현재에도 동방기독교나 동방교회를 칭하면 흔히 동방정교회를 의미하는 경우가 대부분이다.
현재 동방기독교는 보편교회의 대교구였던 콘스탄티노폴리스, 알렉산드리아, 예루살렘, 안디오키아를 중심으로 발전한 지역이다. 그리스와 러시아를 중심으로 하는 동유럽 지역과 이슬람 영향으로 명맥만을 유지하는 수준이지만 이집트를 포함한 북아프리카와 중동지역에도 동방교회가 있다. 북동아프리카 국가인 이디오피아는 유럽보다 먼저 기독교를 수용한 동방기독교 영향의 국가로 발전하였다.

## 동방기독교 신학
동방기독교 또는 동방교회의 신학은 기독교의 교리를 결정한 보편공의회가 열렸던 지역의 신학적 흐름이다. 동방기독교는 칼케돈 공의회 신학적 결정을 따른다. 7차에 걸친 보편공의회 신학은 동방정교회의 교리와 신학이며, 이는 보편교회 시기의 5대 교회 대교구의 주류 신학적 교리와 큰 차이가 없다. 현재는 동방기독교 교단들은 헬라어가 아닌 지역 언어를 사용하므로, 정교회별 지역적 차이와 문화 차이에서 오는 세부적 사항들과 관습들의 차이는 존재한다. 보편교회 신학을 따르는 로마교회의 신학, 즉 서방교회(현재, 천주교 및 개신교)의 신학도 보편교회의 주류 신학적 교리인 칼케돈 공의회를 포함한 7차에 걸친 보편공의회의 내용을 따른다. 
동방기독교는 대다수를 차지하는 동방정교회와 소수이나 칼케돈 공의회를 거부하는 오리엔트 정교회 계열로 나뉜다. 그 이외 소규모로 에페소스 공의회 결과를 거부하는 아시리아 동방교회, 동방 고대교회, 칼케돈 공의회 결과를 받아들이나 동방정교회와 분리된 동방 천주교회들이 있다. 

동방 정교회 및 오리엔트 정교회 국가별 분포

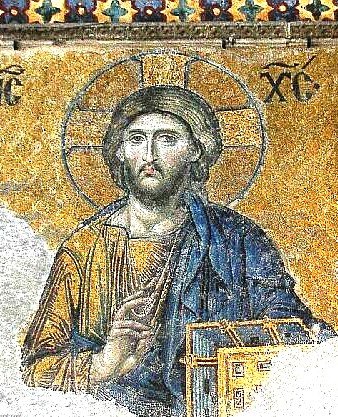
만물의 창조자인 그리스도, 하기아 소피아 – 콘스탄티노플 (이스탄불, 12세기)

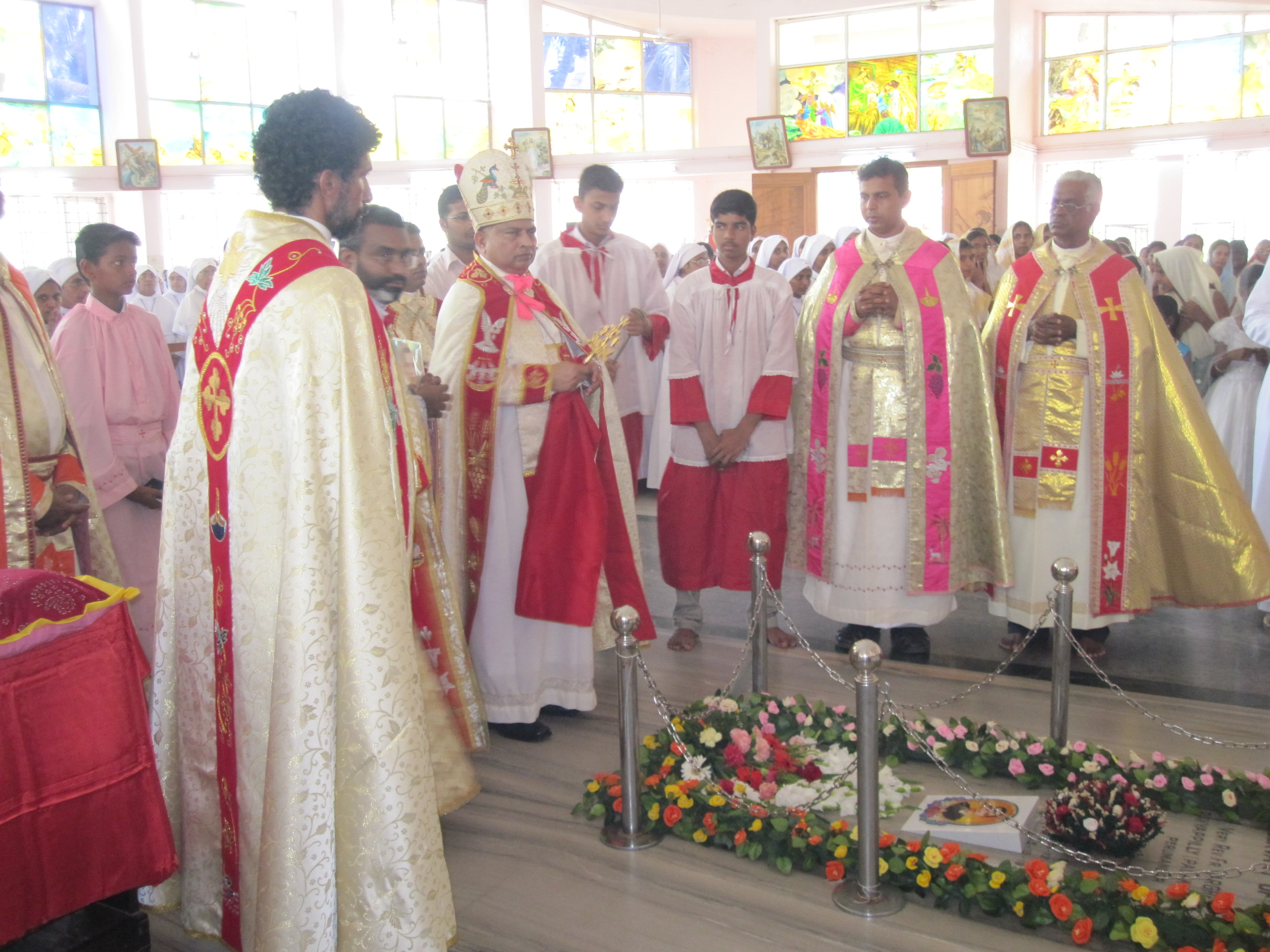
세인트 토마스 그리스도인

| 동방 정교회 보편종교 (75% -) 보편종교 (50% - 75%) 일반종교 (20% - 50%) 일반종교 (5% - 20%) 소수종교 (1% - 5%) |  | 오리엔트 정교회 보편종교 (75% - ) 보편종교 (50% - 75%) 일반종교 (20% - 50%) 일반종교 (5% - 20%) 소수종교 (1% - 5%) |

## 같이 보기
- 부정의 신학
- 카파도키아 교부
- 사막 교부